# 笠原洋子
笠原洋子（1945年8月4日—），三重县津市出身，是一名日本前排球运动员，中学时开始练习排球。她在1968年夏季奥林匹克运动会中，参加了女子排球比赛并获得银牌。